# Pasta del cornuto
La pasta del cornuto o pasta dei cornuti è un piatto tradizionale di Napoli che si prepara condendo degli spaghetti o rigatoni con burro, parmigiano e pepe.

## Origini del nome
La pasta del cornuto prende il nome dalla leggenda secondo cui una donna con delle relazioni extraconiugali, non avendo molto tempo a disposizione in quanto lo trascorreva con i suoi amanti, doveva preparare un piatto facile e veloce per soddisfare il marito prima che tornasse a casa. Dal momento che le donne in passato avevano pochi obblighi e doveri e i loro compiti erano relegati alla sfera domestica, un uomo poteva pertanto insospettirsi di sua moglie se questa gli preparava un piatto poco elaborato.

## Nella cultura
A causa della semplicità della ricetta, il termine "pasta dei cornuti" viene usato oggi nel Sud Italia per definire un piatto di pasta poco ispirato.
Diversamente da quanto capita a Napoli, a Roma e nel Lazio il termine "pasta dei cornuti" identifica gli spaghetti aglio e olio.